# Charles Dawson

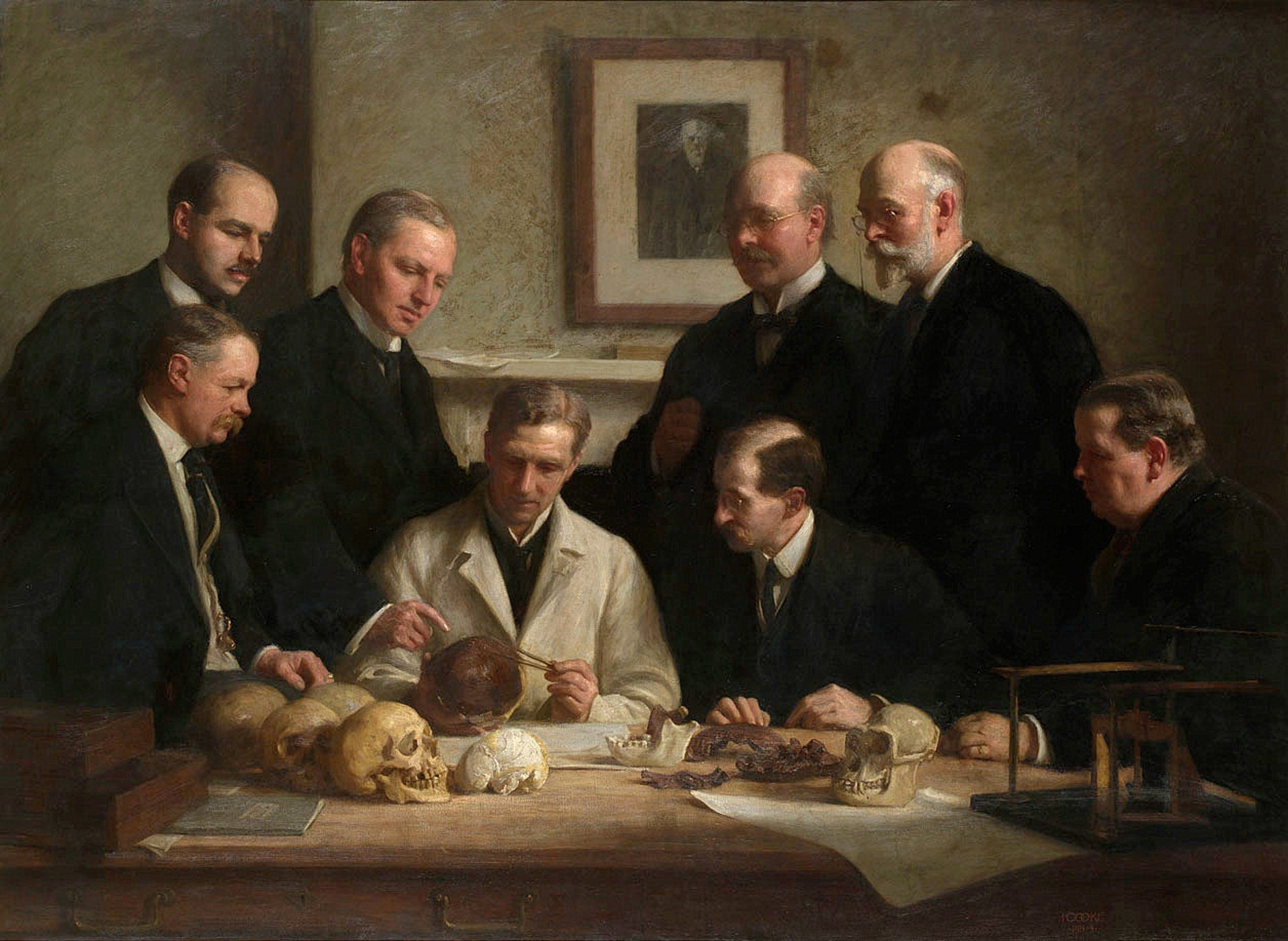
Charles Dawson (staand, tweede van rechts

Charles Dawson (Tulketh Hall, 11 juli 1864 – Lewes, 10 augustus 1916) was een Brits amateurpaleontoloog en -archeoloog. Hij is het best bekend geworden als de "vinder" en  vervalser van de zogenaamde Piltdown Man ('Eoanthropus Dawsoni'), een opzienbarende vondst van enkele botresten die hij in 1912 bekend maakte. 
Charles was de oudste zoon uit een gezin van vier kinderen. Zijn vader was de procureur Hugh Dawson en zijn moeder Mary Anne Chaffer. Hij groeide voornamelijk op in Hastings in Sussex en later in St. Leonards. Hoewel opgeleid tot advocaat aan de Royal Academy of Gosport, hield Dawson zich al vanaf jonge leeftijd bezig met het opgraven van fossielen. Verschillende daarvan bleken onbekende soorten te betreffen, zoals het zoogdier Plagiaulax dawsoni dat naar hem vernoemd werd, drie nieuwe soorten dinosauriër waaronder Iguanodon dawsoni (tegenwoordig Barilium), en de plant Salaginella dawsoni. Door het British Museum of Natural History kreeg hij de eretitel Honorary Collector toegekend. Naast resten van uitgestorven dieren en planten bracht hij ook oudheden aan het licht, uit de Steentijd en de Romeinse Tijd. Hij werd in 1885 gekozen tot fellow van de Royal Geological Society of London en in 1895 tot lid van de Society of Antiquaries of London. Op 21 januari 1905 huwde hij de weduwe Hélène Léonie Elizabeth Postlethwaite. Het huwelijk bleef kinderloos. In 1916 stierf hij aan een bloedvergiftiging.
Tegenwoordig wordt Dawson vooral als een meesteroplichter beschouwd, die verschillende "vondsten" zelf fabriceerde, vooral de archeologische. In zijn tijd had hij echter een vrij goede reputatie en de meeste fossielen die hij opgroef waren zonder twijfel authentiek.

## Piltdown man
Charles Dawson "vond" in 1912 in Piltdown, East Sussex een schedel van vrij moderne vorm en op dezelfde plaats een onderkaak die een aapachtig voorkomen had. In de volgende jaren werden nog een aantal vondsten gedaan in Piltdown, waaronder een tweede exemplaar van de Piltdown-mens, tot Dawson in 1916 overleed. Daarna bleef zijn partner Charles Woodward zoeken, maar zonder verder resultaat.
In 1947 bleek na onderzoek echter dat de schedel en de kaak niet bij elkaar hoorden en van verschillende ouderdom leken. Ook bleek in 1953 dat de gevonden kaak van de Piltdown-mens afkomstig was van een orang-oetan of andere mensaap en dat de gevonden moderne schedel chemisch was bewerkt om hem er ouder uit te laten zien.  
- Gemeinsame Normdatei: 1102071269
- International Standard Name Identifier: 0000 0000 3550 5093
- Library of Congress Control Number: n94005385
- Nationale Bibliotheek van Israël: 987008914689705171
- Nederlandse Thesaurus van Auteursnamen: 273456806
- Istituto Centrale per il Catalogo Unico: TO0V466654
- Virtual International Authority File: 33681383
- WorldCat: E39PBJpJggDhPJFjmg9R3KpdcP